# Solomon Goldelman
Solomon Goldelman (la naștere Șulim; n. 5 decembrie 1885, Soroca, gubernia Basarabia, Imperiul Rus – d. 3 ianuarie 1974, Ierusalim, Israel) a fost un evreu basarabean, politician, istoric, politolog, economist și personaj public ucrainean. A scris în limbile ucraineană, idiș, germană, engleză și rusă.

## Biografie
S-a născut în orașul Soroca din același ținut, gubernia Basarabia (Imperiul Rus). În 1905 a devenit membru al partidului muncitoresc social-democrat sionist „Poalei Sion”. Din 1907 a locuit la Kiev. În 1913 a absolvit Institutul Comercial de la Kiev (Școala Comercială Superioară, 1907-1913), până în 1915 a predat tot acolo. A publicat prima sa monografie în 1913 la Kiev în limba rusă („Cititor de politică economică”, în 2 volume). A participat la Revoluția din februarie din Ucraina, fiind membru al Partidului Laburist Social Democrat. În acești ani a fost publicat în limba rusă și ucraineană sub pseudonimele „S. Zolotarenko” și „S. Zolotov” (ambele sunt traduceri literale ale prenumelui Goldelman).
În februarie 1917, a fost numit șef al departamentului ucrainean al Ministerului Muncii al Guvernului provizoriu (pentru șase gubernii din Ucraina). În aprilie, la inițiativa lui Goldelman, departamentul de sud-vest al partidului „Poalei Sion” a recunoscut Rada Centrală Ucraineană, iar în iunie 1917 a fost ales membru al Radei, făcând parte din lista membrilor mai restrânși ai acesteia (organ executiv). În primul guvern al Directoratului ucrainean, a devenit secretar general adjunct al muncii.
Din mai până în noiembrie 1918 în perioada Hatmanatului, Goldelman a condus ediția din Odesa a ziarului Undzer Labn („Viața noastră”) al aceluiași „Poalei Sion”. În noiembrie a susținut revolta împotriva hatmanului Skoropadski. La sugestia sa, la 10 noiembrie 1918, Directoratul a adoptat o rezoluție privind autonomia național-personală pentru minoritățile naționale din Ucraina. În decembrie al aceluiași an (după căderea Hatmanului) a devenit din nou secretar-adjunct al muncii și secretar în funcție pentru minoritățile naționale până la numirea în acest post pe 26 decembrie a lui Abram Revutski. În componența ulterioară a guvernului, el a fost ministru-adjunct al muncii, apoi ministru-adjunct al comerțului și industriei în guvernul lui Volodîmîr Cehivskîi, cu care a demisionat la începutul anului 1919.
În aprilie 1919, după demisia guvernului Ostapenko, Goldelman a devenit din nou specialist în muncă și comerț în cabinetul lui Boris Martos, ulterior ministru-adjunct al muncii în cabinetul lui Isaak Mazepa. În cele din urmă, în 1920, s-a retras din nou și deja în sfârșit din cauza dezacordului cu concesiunile teritoriale ale președintelui Republicii Populare Ucraineană și al atamanului Simon Petliura în negocierile cu Polonia.
În anii 1920-1922 a locuit mai întâi în Polonia, apoi la Viena, a lucrat la Institutul Sociologic Ucrainean și la Academia Liberă Ucraineană, a început să publice activ în presa ucraineană emigrată și în periodice în idiș. A publicat la Viena în idiș (mai târziu și în germană și ucraineană) prima sa carte, In Goles ba di ukrainer: briv fun and yidishn social democrat („În diaspora ucraineană: scrisori ale unui social-democrat evreu”, 1921).
În 1922 s-a mutat la Praga, unde a lucrat în redacția revistei „Noua Ucraină”. Din 1925 a lucrat ca profesor la Facultatea de Economie și Comerț a Academiei Ucrainene de Economie și a Institutului ucrainean tehnico-economic din Poděbrady. În 1922 a publicat în limba ucraineană lucrarea „Antisemitism, bolșevism și politică evreiască”, iar în 1930 „Eseuri despre structura socio-economică a poporului evreu”. De-a lungul anilor 1920, articole individuale ale Goldelman au fost publicate în periodice sovietice în limba rusă.
În 1930-1939 a fost activist al organizațiilor sioniste din Praga. Asftel, a fondat o mică editură privată („Profesorul Solomon Goldelman”), specializată în publicarea literaturii sioniste, în principal în limba germană. Până în 1938, a condus Școala Sionistă Superioară (inițial Institutul de Educație Sionistă) creat de el. În 1937, în germană la Viena, a publicat lucrarea „Rezolvă comunismul întrebarea evreiască: asimilarea roșie și sionismul sovietic”, dedicată proiectului Birobidjan. În 1939, la Timișoara a fost publicată o ediție revizuită a acestei cărți. La sfârșitul anilor 1930, a început să publice și în periodice specializate în limba engleză. Recenziile istorice și economice ale Goldelman au fost traduse în maghiară, cehă și în alte limbi.
Din august 1939 a trăit în Palestina mandatară, mai întâi la Haifa, apoi până la sfârșitul vieții sale la Ierusalim. A lucrat la Universitatea Ebraică din Ierusalim, a continuat să publice reviste de științe economice și politice în presă în idiș, ebraică și engleză. În 1940, a recreat actualul Institut de corespondență al educației sioniste, pe care l-a condus până la începutul anilor 1960. În 1950 a devenit unul dintre fondatorii Ligii împotriva constrângerii religioase din Israel (a condus liga până în 1960).
În 1950, a început din nou să coopereze activ cu organizațiile emigranților ucraineni și să publice în presa ucraineană. În 1961, monografia sa „Asimilarea și deznaționalizarea evreilor în Uniunea Sovietică” a fost publicată în ucraineană la München, iar în 1963 a fost publicat studiul său intitulat „Autonomia evreiască în Ucraina, 1917-1920”, care a fost republicat în SUA în engleză în 1968. Câteva monografii despre istoria evreilor ruși, în special deținerea pământului evreiesc în sudul Rusiei, au fost publicate în ultimii ani ai vieții lui Goldelman și postum în limba germană. A murit în 1974 la Ierusalim.